# La Position du tireur couché (groupe)
Cet article concerne le groupe de musique. Pour le roman, voir La Position du tireur couché.
La Position du tireur couché (LPDTC) est un groupe de musique français originaire de Clermont-Ferrand formé de Frédéric Pradelle (chant, guitare et composition), Gaël Jonard (batterie, percussions), Fred Gilbert (basse, clavier), Lilian Raynaud (guitare, clavier) et de Gaëlle Le Cozannet (chant, chœurs, claviers),.
Le nom est une référence au roman noir de Jean-Patrick Manchette La Position du tireur couché (1981).
Le groupe a fait trois albums : Acapulco (2005), Chic (2014) et Alain Delon (2015).